# Departament de Guatemala
El departament de Guatemala és un departament al sud de la República de Guatemala. La seva capital és la Ciutat de Guatemala. Limita al nord amb el departament de Baja Verapaz, al nord-est amb el departament de El Progreso, a l'est amb el departament de Jalapa, al sud-est amb el departament de Santa Rosa, al sud-oest amb el departament d'Escuintla, a l'oest amb els departaments de Sacatepéquez i Chimaltenango i al nord-oest amb el departament d'El Quiché. La seva superfície és de 2.126 km².

## Municipis
1. Guatemala
2. Santa Catarina Pinula
3. San José Pinula
4. San José del Golfo
5. Palència
6. Chinautla
7. San Pedro Ayampuc
8. Mixco
9. San Pedro Sacatepéquez
10. San Juan Sacatepéquez
11. San Raymundo
12. Chuarrancho
13. Fraijanes
14. Amatitlán
15. Villa Nueva
16. Villa Canales
17. San Miguel Petapa

## Turisme
El departament de Guatemala compta amb àrees de potencial turístic com el Llac d'Amatitlán, així com els parcs de les Nacions Unides en Amatitlán i el Minerva en l'Hipòdrom del Nord de la Ciutat Cabdal. Existeixen a més a la Ciutat Cabdal llocs prehispànics i històrics com Kaminal Juyú situat a la zona 7 de la ciutat de Guatemala.
És possible realitzar tot tipus d'activitats; des d'esports extrems fins a assistir a obres de teatre, a les quals es poden agregar excel·lent clubs nocturns, centres comercials, restaurant de primera. Existeixen diversos recorreguts per diverses àrees de la ciutat de Guatemala, les que recorren les noves àrees, complexos turístics, el zoològic La Aurora, varietat de centres comercials, museus d'història, antropologia, ciències naturals, jardins botànics, mercats tradicionals, i àrees residencials distingides.
Partint de la capital municipal de Palencia o dels Mixcos es pot accedir al Cerro Tomastepek (Tomastepeque o el Pico de Palencia, dit així pels de la capital) i gaudir de la naturalesa d'aquest bell municipi alhora que gaudeix d'incomparables paratges i vistes des dels quatre punts del municipi i millor àdhuc des del cim del turó.